# ジョセフ・ネルソン・ローズ

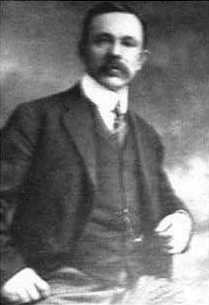
Joseph Nelson Rose

ジョセフ・ネルソン・ローズ（Joseph Nelson Rose 1862年1月11日 – 1928年5月4日）はアメリカ合衆国の植物学者である。ニューヨーク植物園のナサニエル・ロード・ブリトンと共著の図鑑『サボテン』（The Cactaceae:4巻:1919–1923）を出版した。

## 略歴
インディアナ州のユニオン郡で生まれた。少年時代に父親が南北戦争で戦死した。ウォバッシュ・カレッジ (Wabash College)で古植物学で学位(MA)を得た後、1889年に生物学の博士号を得た。アメリカ農務省で働いた後、1896年にスミソニアン博物館の学芸員助手となった。自然史博物館の職員時代にセリ科の植物やサボテンを専門とするようになった。何度かメキシコでフィールドワークを行い、採集した植物をスミソニアン博物館やニューヨーク植物園に寄贈した。ナサニエル・ロード・ブリトンと共著で多くのサボテンに関する論文を発表した。
ローズはスミソニアン博物館から休暇をとり、南米にフィールドワークを行って、4巻の図鑑、『サボテン』（The Cactaceae:4巻:1919–1923）をローズと共著で出版した。図版はイギリス生まれで、ニューヨーク植物園で働いた才能のある植物画家、メアリー・エミリー・イートン（Mary Emily Eaton）が描いた。

## 『サボテン』(The Cactaceae)の図版

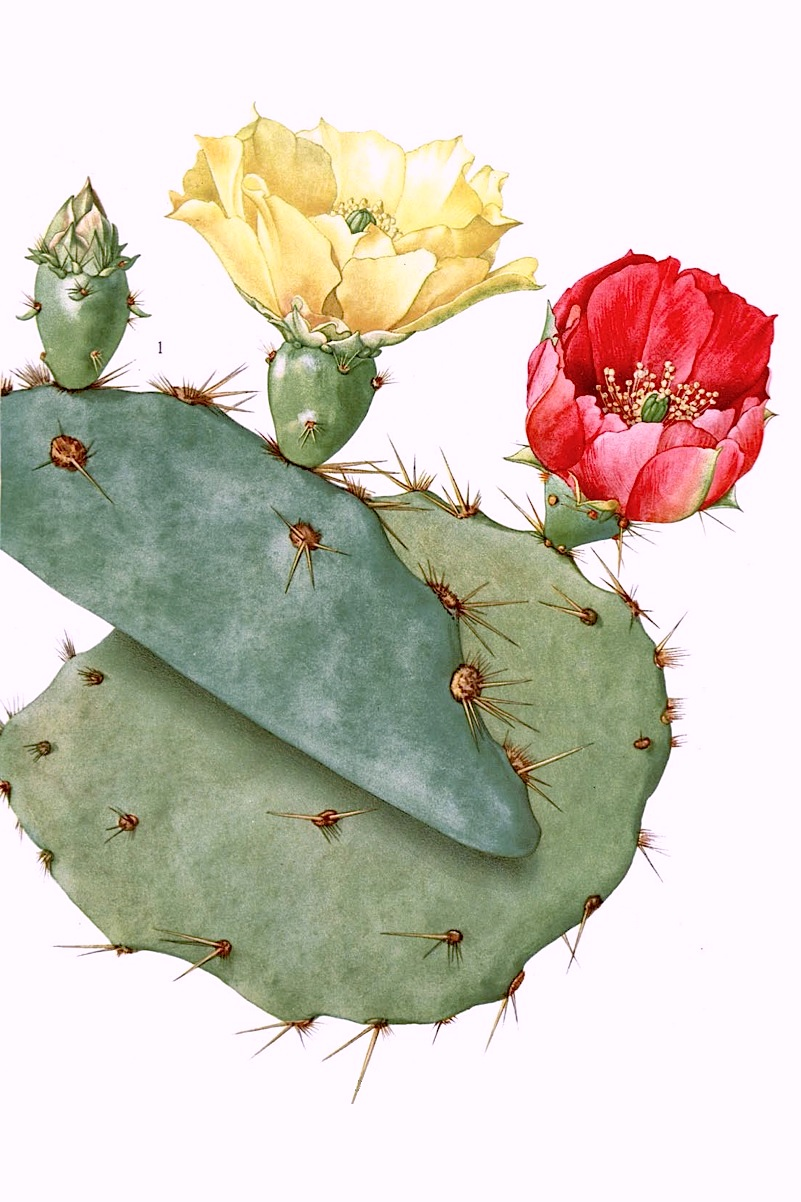
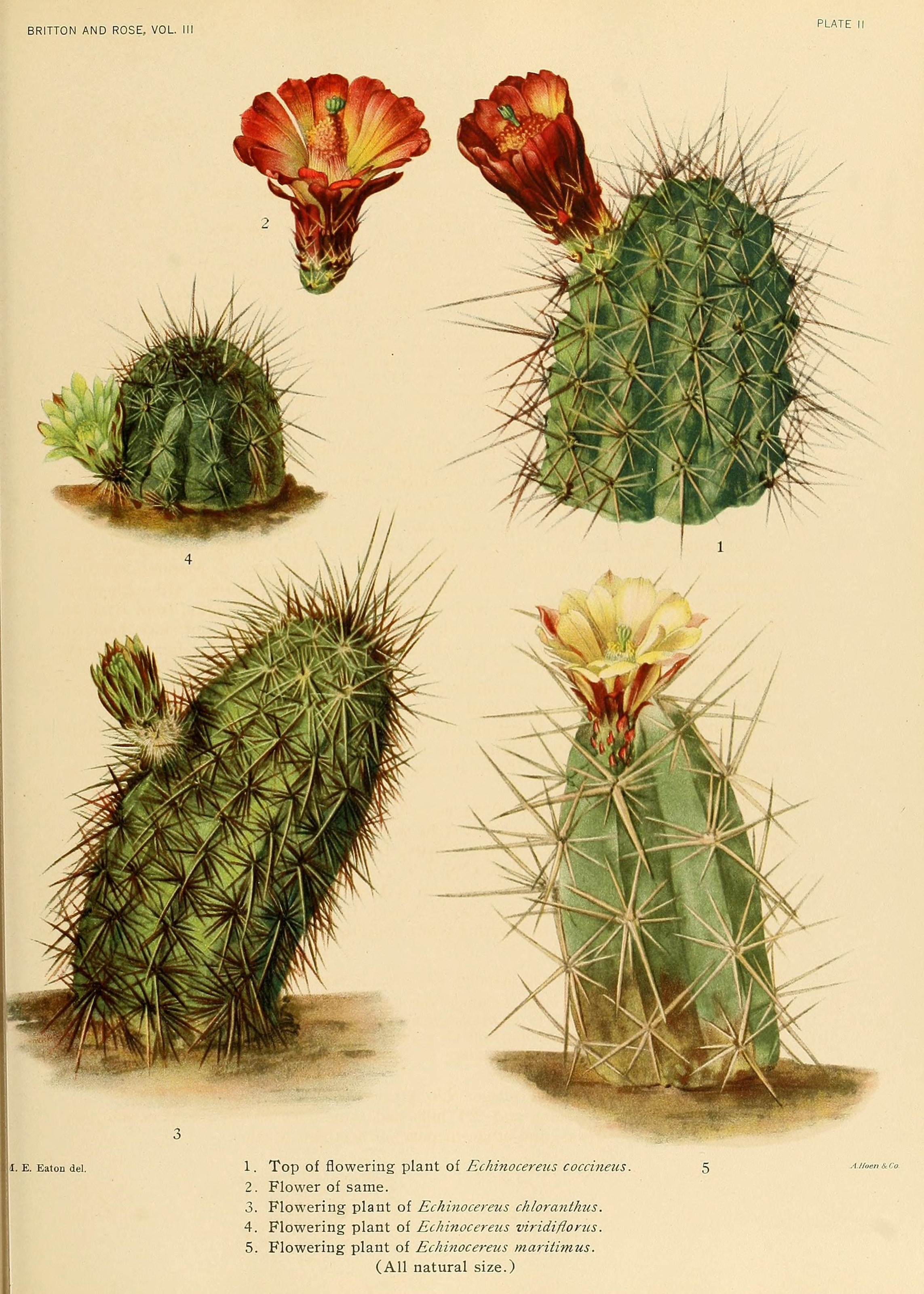
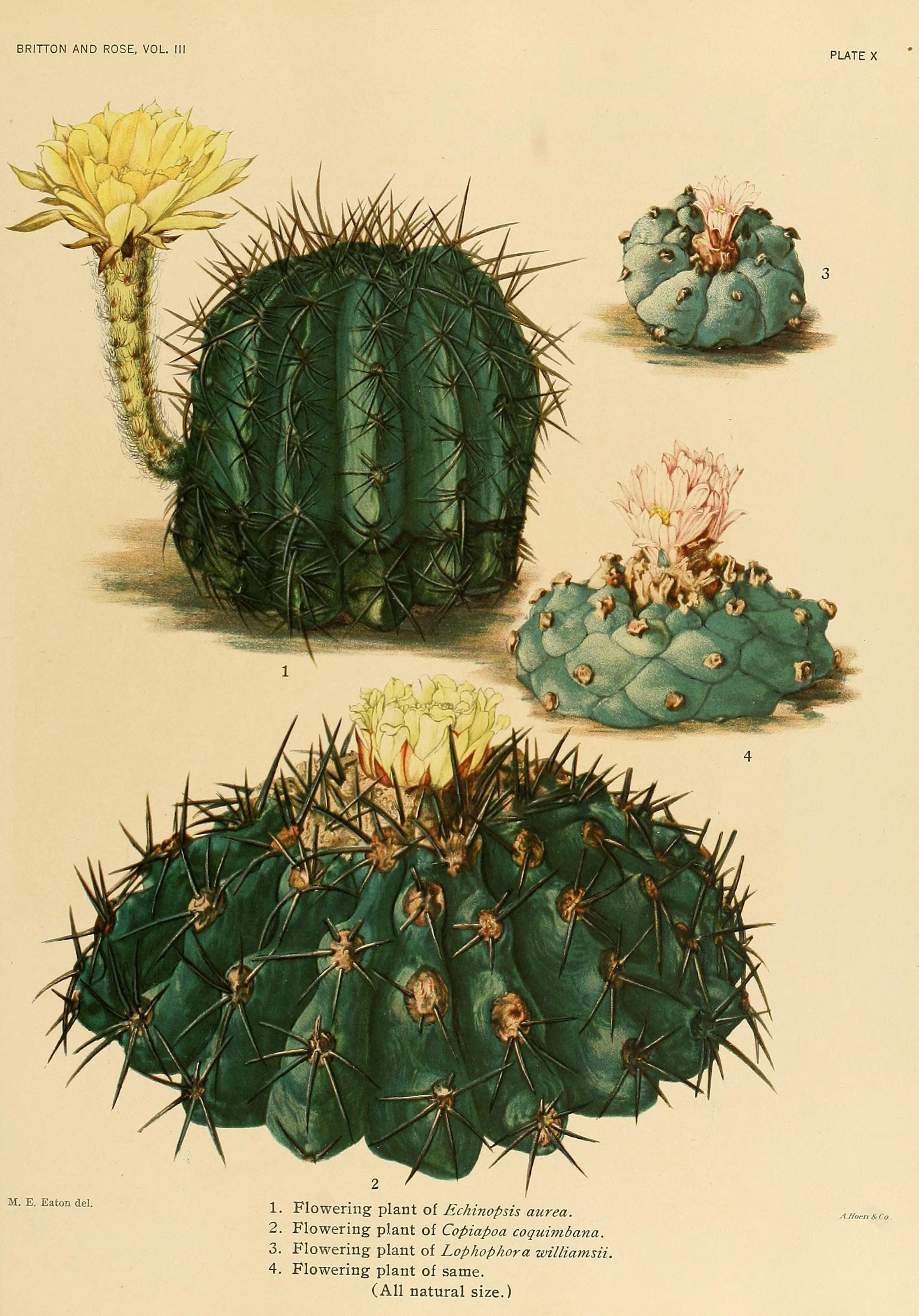
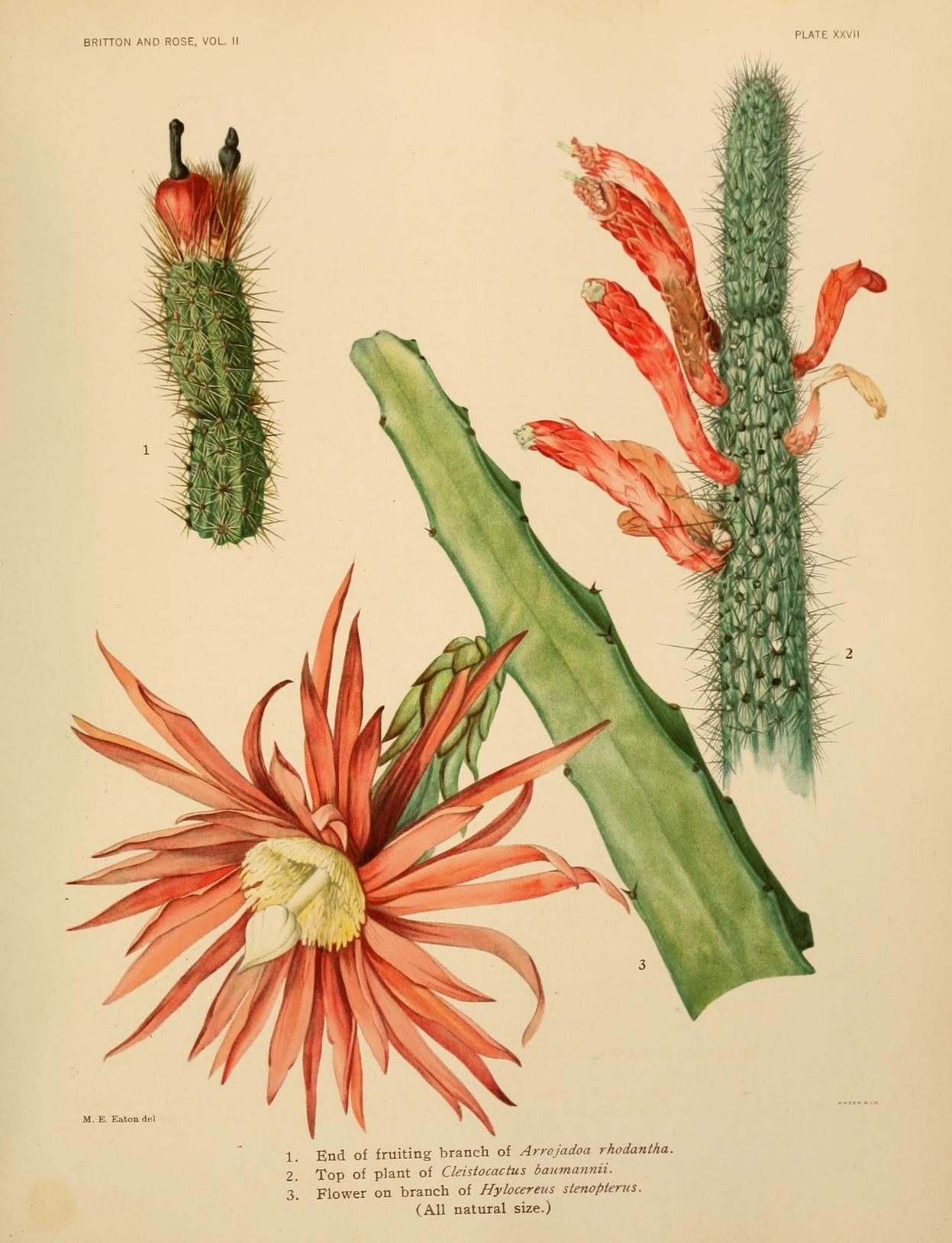
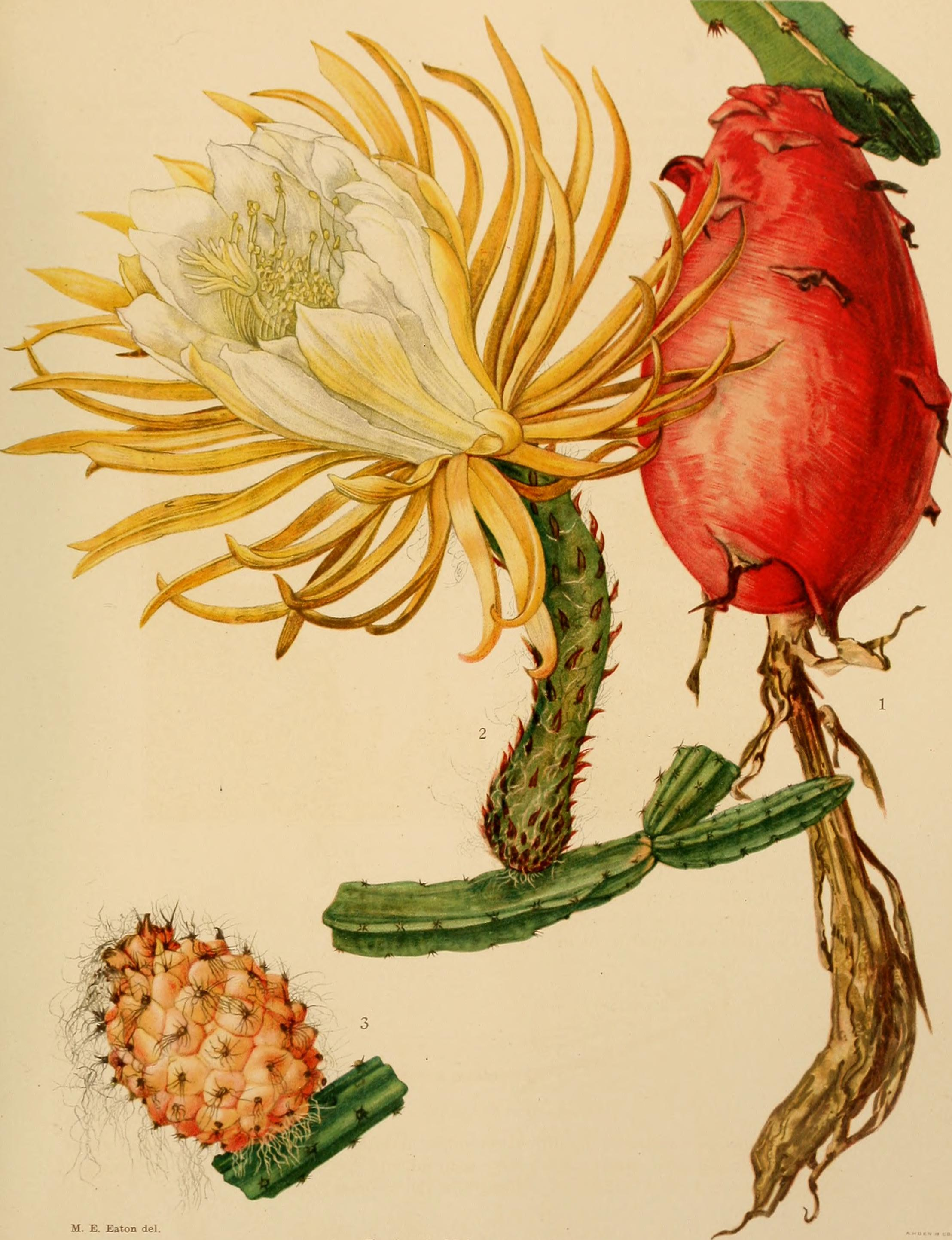